# 丹尼爾·艾馬贊
丹尼爾·艾馬贊·維拿（西班牙語：Daniel Almazan Vera，1999年5月27日—），西班牙足球運動員，司職中堅，現時效力香港超級聯賽球隊東方。

## 球員生涯
丹尼爾在2019年短暫效力上海申花預備組。
2022–23年賽季，丹尼爾效力波多黎各聯賽球隊巴亞蒙。
2023年8月4日，香港超級聯賽俱樂部東方宣布簽入丹尼爾。在2023–24年賽季，優異的場上表現令丹尼爾獲選為香港足球明星選舉明星十一人。

## 榮譽
東方
- 香港足總盃冠軍（2023–24、2024–25季度）
- 香港高級組銀牌冠軍（2024–25季度）

個人
- 香港足球明星選舉 明星十一人（2023–24季度）

## 外部連結
- 丹尼爾·艾馬贊在Soccerway.com（英语）
- 丹尼爾·艾馬贊在Premier League（英语）
- 丹尼爾·艾馬贊在Transfermarkt（英语）
- 丹尼爾·艾馬贊的Instagram帳戶